# Вермикулярный графит
Вермикулярный графит (лат. vermiculus — червячок) — микроструктурная составляющая чугуна, носящего название чугуна с вермикулярным графитом (ЧВГ).
Червеобразная форма вермикулярного графита определяется обработкой жидкого чугуна активными модификаторами Mg, Ca, Ce и других, и условиями кристаллизации. Округленная форма вермикулярного графита меньше разупрочняет металлическую матрицу по сравнению с пластинчатым графитом. Использование в промышленности: детали общего машиностроения, работающие при повышенных циклических механических нагрузках; детали ДВС, работающих при переменных повышенных температурах и механических нагрузках.